# Cerro Palmaje
Cerro Palmaje är en ort i Mexiko.   Den ligger i kommunen San José Tenango och delstaten Oaxaca, i den sydöstra delen av landet, 290 km sydost om huvudstaden Mexico City. Cerro Palmaje ligger 807 meter över havet och antalet invånare är 110.
Terrängen runt Cerro Palmaje är kuperad åt nordost, men åt sydväst är den bergig. Runt Cerro Palmaje är det ganska tätbefolkat, med 86 invånare per kvadratkilometer. Närmaste större samhälle är Huautla de Jiménez, 18,6 km sydväst om Cerro Palmaje. I omgivningarna runt Cerro Palmaje växer i huvudsak städsegrön lövskog.